# 莫里 (北卡羅萊納州)
莫里（英語：Maury）是位於美國北卡羅萊納州格林縣的普查規定居民點。

## 人口
根據2020年美國人口普查的數據，莫里的面積為2.73平方千米，皆為陸地。當地共有人口1404人，而人口密度為每平方千米514.29人。